# Campeonato Sudamericano de Clubes Campeones 2005
El Campeonato Sudamericano de Clubes Campeones 2005 fue la cuadragésimo primera edición de lo que era el torneo más importante de clubes de baloncesto en Sudamérica, después de la Liga Sudamericana de Clubes. Se disputó en la ciudad de Rafaela, Argentina y participaron 8 equipos de seis países sudamericanos: Argentina, Brasil, Ecuador, Paraguay, Uruguay y Venezuela.
El ganador de esta edición fue el equipo argentino Boca Juniors.

## Equipos participantes
| País              | Equipo                                      | Vía de clasificación |
| ----------------- | ------------------------------------------- | --- |
| Argentina 3 cupos | Boca Juniors Ben Hur Libertad de Sunchales1 | Campeón del Campeonato Sudamericano de Clubes Campeones 2004 Campeón de la Liga Nacional de Básquet 2004-05 3° puesto de la Liga Nacional de Básquet 2004-05 |
| Brasil 1 cupo     | Uberlandia                                  | |
| Ecuador 1 cupo    | Club ESPE                                   | Campeón de la Liga Ecuatoriana de Baloncesto |
| Paraguay 1 cupo   | Deportivo San José                          | Campeón de la Primera División de Baloncesto de Paraguay 2004                                                                                                |
| Uruguay 1 cupo    | Salto                                       | Campeón de la Liga Uruguaya de Básquetbol 2004-05 |
| Venezuela 1 cupo  | Delfines de Miranda                         | Campeón de la Liga Nacional de Baloncesto de Venezuela 2004                                                                                                  |

Nota: Ingresó por la deserción de Azucareros de Colombia

## Fase de grupos

### Grupo A
| Equipo             | Pts | PJ | PG | PP | PF  | PC  | Dif |
| ------------------ | --- | -- | -- | -- | --- | --- | --- |
| Ben Hur            | 6   | 3  | 3  | 0  | 256 | 175 | +14 |
| Uberlandia         | 5   | 3  | 2  | 1  | 272 | 226 | +46 |
| Deportivo San José | 4   | 3  | 1  | 2  | 229 | 267 | -38 |
| Club ESPE          | 3   | 3  | 0  | 3  | 203 | 292 | -89 |

|  | Equipos clasificados para las Semifinales. |

| 20 de septiembre, 16:00 | Uberlandia | 96–77 | Deportivo San José | Rafaela                           |
|                         |            |       |                    |                                   |
|                         |            |       |                    | Pabellón: Estadio Coliseo del Sur |

| 20 de septiembre, 21:00 | Ben Hur | 91–48 | Club ESPE | Rafaela                           |
|                         |         |       |           |                                   |
|                         |         |       |           | Pabellón: Estadio Coliseo del Sur |

| 21 de septiembre, 16:00 | ESPE | 70–104 | Uberlandia | Rafaela                           |
|                         |      |        |            |                                   |
|                         |      |        |            | Pabellón: Estadio Coliseo del Sur |

| 21 de septiembre, 21:00 | Ben Hur | 86–55 | Deportivo San José | Rafaela                           |
|                         |         |       |                    |                                   |
|                         |         |       |                    | Pabellón: Estadio Coliseo del Sur |

| 22 de septiembre, 16:00 | Deportivo San José | 97–85 | Club ESPE | Rafaela                           |
|                         |                    |       |           |                                   |
|                         |                    |       |           | Pabellón: Estadio Coliseo del Sur |

| 22 de septiembre, 21:00 | Ben Hur | 79–72 | Uberlandia | Rafaela                           |
|                         |         |       |            |                                   |
|                         |         |       |            | Pabellón: Estadio Coliseo del Sur |

### Grupo B
| Equipo                | Pts | PJ | PG | PP | PF  | PC  | Dif |
| --------------------- | --- | -- | -- | -- | --- | --- | --- |
| Libertad de Sunchales | 6   | 3  | 3  | 0  | 228 | 179 | +49 |
| Boca Juniors          | 5   | 3  | 2  | 1  | 258 | 201 | +57 |
| Delfines de Miranda   | 4   | 3  | 1  | 2  | 214 | 250 | -36 |
| Salto                 | 3   | 3  | 0  | 3  | 180 | 250 | -70 |

|  | Equipos clasificados para las Semifinales. |

| 20 de septiembre, 14:00 | Delfines de Miranda | 87–61 | Salto | Rafaela                           |
|                         |                     |       |       |                                   |
|                         |                     |       |       | Pabellón: Estadio Coliseo del Sur |

| 20 de septiembre, 18:00 | Boca Juniors | 63–71 | Libertad | Rafaela                           |
|                         |              |       |          |                                   |
|                         |              |       |          | Pabellón: Estadio Coliseo del Sur |

| 21 de septiembre, 14:00 | Libertad | 89–56 | Delfines de Miranda | Rafaela                           |
|                         |          |       |                     |                                   |
|                         |          |       |                     | Pabellón: Estadio Coliseo del Sur |

| 21 de septiembre, 18:00 | Boca Juniors | 95–59 | Salto | Rafaela                           |
|                         |              |       |       |                                   |
|                         |              |       |       | Pabellón: Estadio Coliseo del Sur |

| 22 de septiembre, 14:00 | Libertad | 68–60 | Salto | Rafaela                           |
|                         |          |       |       |                                   |
|                         |          |       |       | Pabellón: Estadio Coliseo del Sur |

| 22 de septiembre, 18:00 | Delfines de Miranda | 71–100 | Boca Juniors | Rafaela                           |
|                         |                     |        |              |                                   |
|                         |                     |        |              | Pabellón: Estadio Coliseo del Sur |

## Campeonato
|  | Semifinales      | Semifinales      |    |                  | Final            | Final |  |
|  |                  |                  |    |                  |                  |       |  |
|  |                  |                  |    |                  |                  |       |  |
|  | 23 de septiembre |                  |    |                  |                  |       |  |
|  | Libertad         | 65               |    |                  |                  |       |  |
|  | Uberlandia       | 69               |    |                  |                  |       |  |
|  |                  |                  |    |                  |                  |       |  |
|  |                  |                  |    |                  | 24 de septiembre |       |  |
|  |                  |                  |    |                  | Uberlandia       | 75    |  |
|  |                  | Boca Juniors     | 85 |                  |                  |       |  |
|  |                  |                  |    |                  |                  |       |  |
|  |                  |                  |    |                  |                  |       |  |
|  |                  |                  |    |                  | Tercer lugar     |       |  |
|  | 23 de septiembre | 23 de septiembre |    | 24 de septiembre | 24 de septiembre |       |  |
|  | Ben Hur          | 65               |    | Libertad         | 82               |       |  |
|  | Boca Juniors     | 70               |    |                  | Ben Hur          | 78    |  |

### Quinto Puesto
| 23 de septiembre, 16:00 | Salto | 80–67 | Club ESPE | Rafaela                           |
|                         |       |       |           |                                   |
|                         |       |       |           | Pabellón: Estadio Coliseo del Sur |

### Séptimo Puesto
| 23 de septiembre, 14:00 | Deportivo San José | 79–91 | Delfines de Miranda | Rafaela                           |
|                         |                    |       |                     |                                   |
|                         |                    |       |                     | Pabellón: Estadio Coliseo del Sur |

### Semifinales
| 23 de septiembre, 18:00 | Ben Hur | 65–70 | Boca Juniors | Rafaela                           |
|                         |         |       |              |                                   |
|                         |         |       |              | Pabellón: Estadio Coliseo del Sur |

| 23 de septiembre, 21:00 | Libertad | 65–69 | Uberlandia | Rafaela                           |
|                         |          |       |            |                                   |
|                         |          |       |            | Pabellón: Estadio Coliseo del Sur |

### Tercer puesto
| 24 de septiembre, 18:00 | Libertad | 82–78 | Ben Hur | Rafaela                           |
|                         |          |       |         |                                   |
|                         |          |       |         | Pabellón: Estadio Coliseo del Sur |

### Final
| 24 de septiembre, 21:00 | Uberlandia                                  | 75–85 | Boca Juniors                    | Rafaela                                                          |  |
|                         | Parciales: 10-26, 17 - 18, 28 - 18, 20 - 23 |       |                                 |                                                                  |  |
|                         | Estadísticas Marcelinho Machado 29          | Pts   | Estadísticas 26 Paolo Quinteros | Pabellón: Estadio Coliseo del Sur Árbitros: H. Uslenghi, G. Baum |  |